# Liste der lateinischen Erzbischöfe von Athen
Die folgenden Personen waren römisch-katholische Erzbischöfe bzw. Titularerzbischöfe von Athen:

## Erzbischöfe
- Berard (1209-1223 ?)
- ? (erwähnt 1243)
- Corrado di Sumo (erwähnt 5. Februar 1253- ?)
- ? (erwähnt 1261)
- P. (erwähnt 1268)
- Uldrico (1273- ?)
- Stefano Mangiatero, O.P. (circa 1300 - ?)
- Antonio di Talenti, O.S.B. (? - circa 1339)
- Franceschino, O.Cist. (1339- ?)
- Nicola (1345- ?)
- Johannes (1351- ?)
- Nicola (1357- ?)
- Francesco, O.F.M. (1365- ?)
- Johannes (? - circa 1370)
- Antonio Balistari, O.F.M. (1370- ?)
- Antonio di Genebreda (1382- ?)
- Antonio Blasi (1388- ?)
- Lodovico Aliotti (1392-1398) (danach Bischof von Volterra)
- Antonio (1399- ?)
- Franceschino, O.Cist. (? -1400)
- Andrea (Nicola) de Lucha, O.Carm. (1409- ?)
- Giovanni Antonio da Corinto (1426- ?)
- Francesco (1427- ?)
- Filippo Aulini (1429- ?)
- Nicholas Protimus (1446-1483)
- Giovanni Nicolini (1483- ?)
- Costantino Eroli (1496-1500)

## Titularerzbischöfe
- siehe Titularerzbistum Athenae

## Erzbischöfe
- Giovanni Marango (1875–1891)
- Michele Pibelli (1891-1892)
- Giuseppe Zaffino (1892-1895)
- Gaetano De Angelis OFMConv (1895-1900)
- Antonio Giovanni Battista Delenda (1900–1911)
- Louis Petit (1912–1926)
- Giovanni Battista Filippucci (Filippoussis) (1927–1947) (auch Erzbischof von Naxos)
- Marco Sigala (1947–1950)
- Marius Macrionitis SJ (1953–1959)
- Venedictos Printesis (1959–1972)
- Nikolaos Foskolos (1973–2014)
- Sevastianos Rossolatos (2014–2021)
- Theodoros Kontidis SJ (seit 2021)